# Amarantine
Az Amarantine Enya ír zeneszerző és énekesnő  hatodik stúdióalbuma. 2005-ben jelent meg. 2007-ben elnyerte a legjobb New Age-albumnak járó Grammy-díjat.
2004 szeptemberében megjelent egy új, japán nyelvű Enya-dal, a Sumiregusa (Wild Violet) Japánban a Panasonic reklámkampánya részeként. A Warner Music Japan a reklámkampány részeként bejelentette, hogy Enya új albuma 2004 novemberében jelenik meg. Enya szeptember 19-én a hivatalos weboldalán cáfolta ezt a hírt.
Az album megjelenését Roma Ryan jelentette be 2005. szeptember 23-án Enya hivatalos honlapjának fórumán. A dalok november 11-én kiszivárogtak az internetre. Az Amarantine nagy sikert aratott, és több mint 6,2 millió példányban kelt el.

## Dalok
1. Less Than a Pearl – 3:44
2. Amarantine – 3:13
3. It’s in the Rain – 4:08
4. If I Could Be Where You Are – 4:01
5. The River Sings – 2:49
6. Long Long Journey – 3:17
7. Sumiregusa (Wild Violet) – 4:42
8. Someone Said Goodbye – 4:02
9. A Moment Lost – 3:08
10. Drifting – 4:12
11. Amid the Falling Snow – 3:38
12. Water Shows the Hidden Heart – 4:39

Amarantine Special Christmas Edition
2006-ban jelent meg az album karácsonyi, kétlemezes változata. Az első CD megegyezik a standard kiadással, a másodikon négy, újonnan felvett karácsonyi dal van. Ez a négy dal, valamint az Amid the Falling Snow és a már korábban felvett Oiche Chiúin külön is megjelent CD-n, az Egyesült Államokban Sounds of the Season: The Enya Holiday Collection, Kanadában pedig Christmas Secrets EP címmel.
1. Adeste, Fideles
2. The Magic of the Night
3. We Wish You a Merry Christmas
4. Christmas Secrets

Amarantine Deluxe Collector’s Edition
Vörös bársonyborítású dobozban található a CD standard kiadása, Roma Ryan Water Shows the Hidden Heart című könyvének második kiadása, valamint három exkluzív fénykép.

## Loxi nyelv
Az albumon három dal, a Less Than a Pearl, a The River Sings és a Water Shows the Hidden Heart szövege loxi nyelven hallható. Ezt a mesterséges nyelvet Enya dalszövegírója, Roma Ryan alkotta meg, és sajtóközlemémnyek szerint „futurisztikus nyelv egy távoli bolygóról”. Ryan 2005 decemberében egy könyvet is megjelentetett Water Shows the Hidden Heart címmel; ebben is szerepel a nyelv.
A loxi nyelvet részben a J. R. R. Tolkien alkotta nyelvek ihlették. Enya számos dalt énekelt ezeken a nyelveken az A Gyűrűk Ura filmtrilógia zenéjéhez.

## Kislemezek
- Amarantine (2005)
- It’s in the Rain (2006)
- If I Could Be Where You Are (promó, csak Japánban; B oldal: It’s in the Rain) (2006)
- Someone Said Goodbye (promó, csak az USA-ban; B oldal: Someone Said Goodbye (Remix)) (2006)

## Közreműködők
- Minden hangszeren Enya játszik
- Minden dalszöveg Roma Ryan műve, kivéve az Adeste Fideles és a We Wish You a Merry Christmas közismert karácsonyi énekeket
- Producer: Nicky Ryan
- Hangmérnök: Nicky Ryan
- Keverés: Enya, Nicky Ryan
- Átdolgozás: Enya, Nicky Ryan
- Digitális technikai tanácsadó és mérnök: Daniel Polley
- A felvételek az Aigle Studióban készültek
- Mastering: Dick Beetham a 360 Masteringtől
- Design & művészeti rendezés: Stylorouge
- Loxi nyelv és betűtípus: Roma Ryan
- Borítófotó: Simon Fowler
- Borítóterv: Nicky Ryan és Ebony Ryan
- Belső bprító designja: Ebony Ryan és Roma Ryan
- Belső borító képei: Roma Ryan és Persia Ryan

## Helyezések és minősítések
| Ország             | Legfelső helyezés | Minősítés  | Eladott példányszám |
| ------------------ | ----------------- | ---------- | ------------------- |
| Ausztrália         | 13                | Platina    | 70 000+             |
| Ausztria           | 4                 |            |                     |
| Belgium            | 1                 | Platina    | 40 000+             |
| Brazília           |                   | Arany      | 50 000+             |
| Csehország         | 4                 |            |                     |
| Dánia              | 7                 | Arany      | 15 000+             |
| Egyesült Államok   | 6                 | Platina    | 1 800 000+          |
| Egyesült Királyság | 8                 | Platina    | 351 194             |
| Finnország         | 22                |            |                     |
| Franciaország      | 5                 | Platina    | 300 000+            |
| Hollandia          | 5                 | Platina    | 70 000+             |
| Írország           | 15                | Platina    | 15 000+             |
| Japán              | 1                 | 2× platina | 500 000+            |
| Kanada             | 4                 |            |                     |
| Lengyelország      |                   | Arany      | 20 000+             |
| Magyarország       | 7                 | Arany      | 5000+               |
| Mexikó             |                   | Arany      | 50 000+             |
| Németország        | 3                 | 3× platina | 600 000+            |
| Norvégia           | 13                |            |                     |
| Olaszország        | 9                 |            |                     |
| Portugália         | 5 (2 hétig)       | Platina    | 20 000+             |
| Spanyolország      | 9                 | Arany      | 40 000+             |
| Svájc              | 3 (3 hétig)       | 2× platina | 80 000+             |
| Svédország         | 4                 | Arany      | 20 000+             |
| Új-Zéland          | 10                | Platina    | 15 000+             |

## Külső hivatkozások
- Fórum magyar nyelven, Enya, Clannad és már ír zenészekről - enyamusic.hu (hu)
- Az album dalszövegei magyarul
- Loxian on the BBC
- "Amarantine" press release